# Elettrotreno DB 423
L'elettrotreno serie 423 della Deutsche Bahn è un elettrotreno a quattro elementi progettato per l'esercizio sulle reti S-Bahn. Costruito a partire dal 1998, costituisce il discendente della serie 420.
Gli elettrotreni 423 vennero inizialmente progettati per la S-Bahn di Monaco di Baviera, ma vennero successivamente utilizzati anche sulle reti di Stoccarda, Reno-Meno e Reno-Sieg.

## Composizione

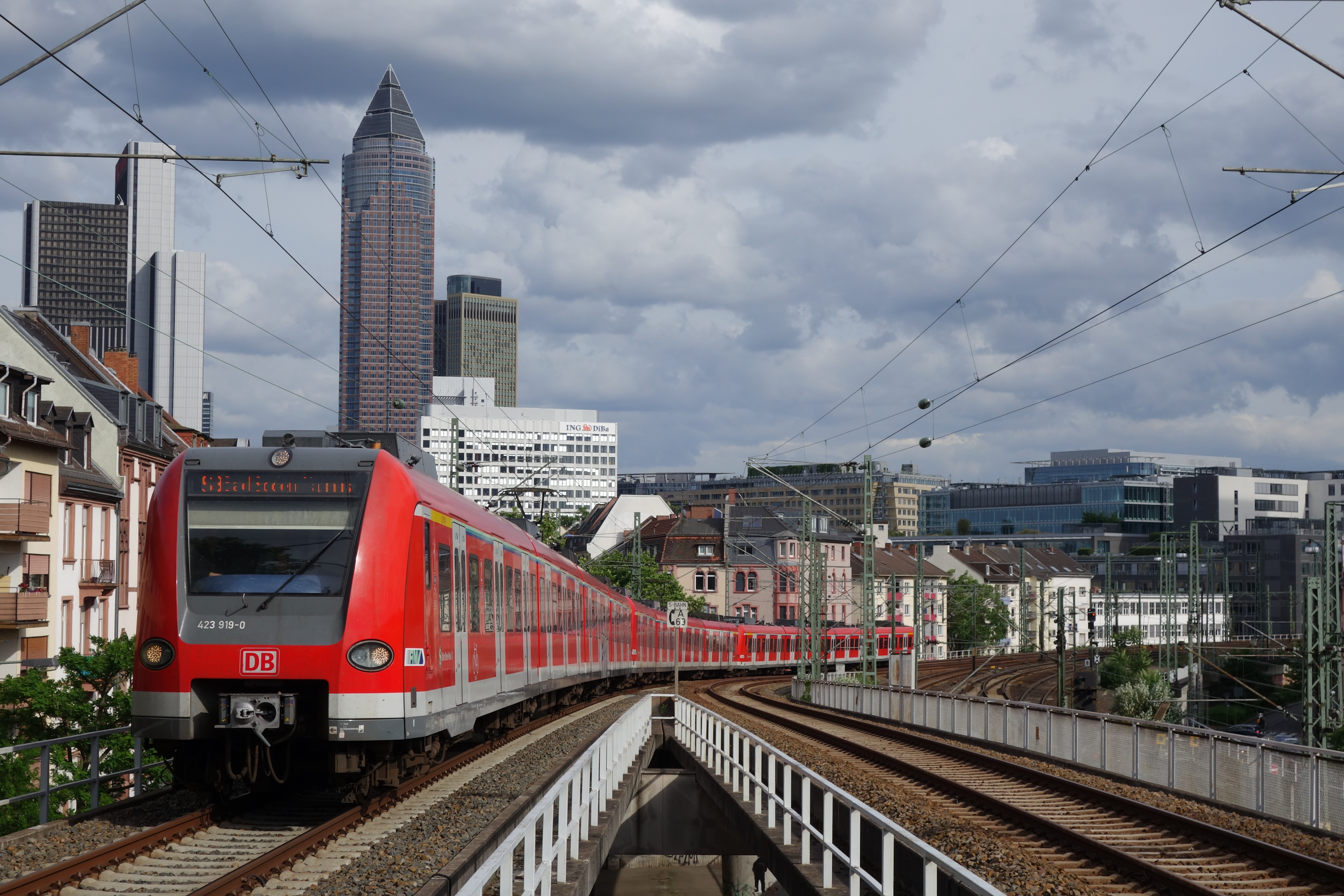
Vagone 423 919 della S-Bahn Reno-Meno alla stazione di Francoforte Ovest

Gli elettrotreni sono composti di quattro elementi, tutti motorizzati, collegati tra loro tramite carrelli tipo Jakobs. L'ambiente interno è unico per tutto il treno, senza porte di divisione.
Gli elementi con cabina sono numerati nella serie 423, quelli intermedi senza cabina nella serie 433; per distinguere le coppie di elementi identici presenti nello stesso treno, due sono numerati con numero d'ordine a partire da 500. La composizione di un elettrotreno è pertanto:
- Motrice con cabina 423 (001 ÷ 462)
- Motrice senza cabina 433 (001 ÷ 462)
- Motrice senza cabina 433 (501 ÷ 962)
- Motrice con cabina 423 (501 ÷ 962)

Nel servizio quotidiano, gli elettrotreni vengono usati in composizione singola (Vollzug) nelle ore di morbida, e in composizione doppia (Langzug) nelle ore di punta.